# Jeanne Fery
Jeanne Fery (fl. 1584/85) war eine französische Dominikanernonne im Kloster der Soeurs noires (Schwarzen Schwestern) in Mons im Hennegau. Sie ist bekannt für ihre Besessenheit durch böse Geister in den Jahren 1584 und 1585. Sie schrieb ihren eigenen Bericht über ihre Teufelsaustreibung und war Gegenstand der Histoire admirable et veritable des choses advenues à l’endroict d’une religieuse. Eine deutsche Übersetzung war bereits 1589 erschien.
O. van der Hart et al. analysieren den Fall von Besessenheit und Exorzismus aus dem 16. Jahrhundert als Dissoziative Identitätsstörung (DID), früher bekannt als Multiple Persönlichkeitsstörung (MPD) und betrachten ihn als vielleicht frühesten historischen Fall, bei dem die DID retrospektiv mit Sicherheit diagnostiziert werden kann.